# Psilonychus duponti
Psilonychus duponti är en skalbaggsart som beskrevs av Hermann Burmeister 1855. Psilonychus duponti ingår i släktet Psilonychus och familjen Melolonthidae. Inga underarter finns listade i Catalogue of Life.